# ザ・ベスト〜僕の歌は君の歌
『ザ・ベスト〜僕の歌は君の歌』（Rocket Man: The Definitive Hits）は、2007年に発表されたエルトン・ジョンのベスト・アルバム。

## 解説
エルトンの60歳を記念して製作されたベストアルバム。世界各国で選曲が異なり、17の異なるバージョンが存在する。英国版にはライヴやPVが収録されたDVDも附属している。
発売日はエルトンの誕生日の翌日となる。日本においては、公式サイトでの投票による選曲がなされ、日本公演にあわせて11月の発売となった。

## 収録曲
1. ユア・ソング（僕の歌は君の歌） - Your Song
2. キャンドル・イン・ザ・ウィンド（風の中の火のように） - Candle in the Wind
3. グッバイ・イエロー・ブリック・ロード - Goodbye Yellow Brick Road
4. イエス・イッツ・ミー - It's Me That You Need
5. フレンズ - Friends
6. ダニエル - Daniel
7. 土曜の夜は僕の生きがい - Saturday Night's Alright for Fighting
8. クロコダイル・ロック - Crocodile Rock
9. ロケット・マン - Rocket Man (I Think it's Going to Be a Long, Long Time)
10. ブルースはお好き？ - I Guess That's Why They Call it the Blues
11. 可愛いダンサー（マキシンに捧ぐ） - Tiny Dancer
12. 僕の瞳に小さな太陽 - Don't Let the Sun Go Down on Me
13. ルーシー・イン・ザ・スカイ・ウィズ・ダイアモンズ - Lucy in the Sky with Diamonds
14. アイランド・ガール - Island Girl
15. 愛を感じて - Can You Feel the Love Tonight
16. エンプティ・ガーデン - Empty Garden (Hey Hey Johnny)
17. アイム・スティル・スタンディング - I'm Still Standing
18. サッド・ソングス - Sad Songs (Say So Much)